# Trnovica (Zvornik)
Pour les articles homonymes, voir Trnovica.
Trnovica (en serbe cyrillique : Трновица) est un village de Bosnie-Herzégovine. Il est situé dans la municipalité de Zvornik et dans la république serbe de Bosnie. Selon les premiers résultats du recensement bosnien de 2013, il compte 708 habitants.

## Démographie

### Évolution historique de la population dans la localité
| 1948 | 1953 | 1961 | 1971 | 1981 | 1991  | 2013 |
| ---- | ---- | ---- | ---- | ---- | ----- | ---- |
| -    | -    | 646  | 703  | 745  | 1 033 | 708  |

|  |